# Christophe Luquet
Christophe Luquet (Bagnères-de-Bigorre, 19 de diciembre de 1975) es un deportista francés que compitió en piragüismo en la modalidad de eslalon. Compitió en la canoa biplaza al lado de su hermano gemelo Pierre.
Ganó cuatro medallas en el Campeonato Mundial de Piragüismo en Eslalon, en los años 2002 y 2007, y dos medallas en el Campeonato Europeo de Piragüismo en Eslalon, plata en 2006 y bronce en 2005.

## Palmarés internacional
| Campeonato Mundial | Campeonato Mundial               | Campeonato Mundial | Campeonato Mundial |
| Año                | Lugar                            | Medalla            | Competición        |
| ------------------ | -------------------------------- | ------------------ | ------------------ |
| 2002               | Bourg-Saint-Maurice (Francia)    | Medalla de plata   | C2 individual      |
| 2002               | Bourg-Saint-Maurice (Francia)    | Medalla de oro     | C2 por equipos     |
| 2007               | Foz do Iguaçu (Brasil)           | Medalla de plata   | C2 individual      |
| 2007               | Foz do Iguaçu (Brasil)           | Medalla de plata   | C2 por equipos     |
| Campeonato Europeo |                                  |                    |                    |
| Año                | Lugar                            | Medalla            | Competición        |
| 2005               | Tacen (Eslovenia)                | Medalla de bronce  | C2 por equipos     |
| 2006               | L'Argentière-la-Bessée (Francia) | Medalla de plata   | C2 por equipos     |